# Robert G. Bremner

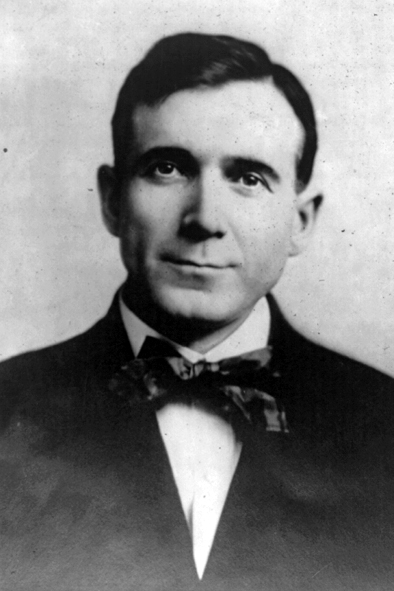
Robert G. Bremner

Robert Gunn Bremner (* 17. Dezember 1874 in Caithness, Schottland; † 5. Februar 1914 in Baltimore, Maryland) war ein US-amerikanischer Politiker. In den Jahren 1913 und 1914 vertrat er den Bundesstaat New Jersey im US-Repräsentantenhaus.

## Werdegang
Noch in seiner Jugend kam Robert Bremner aus seiner schottischen Heimat nach Kanada, wo er öffentliche Schulen besuchte. Später zog er in die Vereinigten Staaten, wo er als Schreiner, Elektriker und Zeitungsreporter arbeitete. Während des Spanisch-Amerikanischen Krieges diente er in einer Infanterieeinheit der United States Army. Danach war er Zeitungsverleger.
Politisch war Bremner Mitglied der Demokratischen Partei. Bei den Kongresswahlen des Jahres 1912 wurde er im siebten Wahlbezirk von New Jersey in das US-Repräsentantenhaus in Washington, D.C. gewählt, wo er am 4. März 1913 die Nachfolge von Edward W. Townsend antrat. Bremner konnte sein Mandat bis zu seinem Tod am 5. Februar 1914 ausüben. Zu seinem Nachfolger wurde der Republikaner Dow H. Drukker gewählt.